# Lega Nazionale A 2007 (football americano)
La Lega Nazionale A 2007 è stata la 22ª edizione del campionato di football americano di primo livello, organizzato dalla SAFV.

## Squadre partecipanti
| Club                    | Città      | Stadio | Sponsor ufficiale | Risultato nella stagione 2006 |
| ----------------------- | ---------- | ------ | ----------------- | ----------------------------- |
| Bern Grizzlies          | Berna      |        |                   | Semifinalisti                 |
| Thun Tigers             | Thun       |        |                   | Vincitori Lega B              |
| Gladiators Beider Basel | Basilea    |        |                   | Semifinalisti                 |
| Winterthur Warriors     | Winterthur |        |                   | Vincitori XXI Swiss Bowl      |
| Zürich Renegades        | Zurigo     |        |                   | Finalisti                     |

## Stagione regolare

### Calendario

#### 1ª giornata
| 31 marzo 2007 | Winterthur Warriors | 34 – 0 | Thun Tigers |  |

#### 2ª giornata
| 9 aprile 2007 | Winterthur Warriors | 6 – 25 | Bern Grizzlies |  |

#### 3ª giornata
| 15 aprile 2007 | Gladiators Beider Basel | 12 – 38 | Bern Grizzlies |  |

| 15 aprile 2007 | Zürich Renegades | 62 – 0 | Thun Tigers |  |

#### 4ª giornata
| 22 aprile 2007 | Gladiators Beider Basel | 36 – 30 | Winterthur Warriors |  |

| 22 aprile 2007 | Bern Grizzlies | 62 – 8 | Thun Tigers |  |

#### 5ª giornata
| 29 aprile 2007 | Zürich Renegades | 17 – 14 | Winterthur Warriors |  |

| 29 aprile 2007 | Thun Tigers | 12 – 56 | Gladiators Beider Basel |  |

#### 6ª giornata
| 6 maggio 2007 | Bern Grizzlies | 23 – 0 | Zürich Renegades |  |

#### 7ª giornata
| 13 maggio 2007 | Bern Grizzlies | 52 – 38 | Gladiators Beider Basel |  |

| 13 maggio 2007 | Thun Tigers | 6 – 42 | Zürich Renegades |  |

#### 8ª giornata
| 20 maggio 2007 | Gladiators Beider Basel | 44 – 41 | Zürich Renegades |  |

| 20 maggio 2007 | Thun Tigers | 0 – 54 | Winterthur Warriors |  |

#### 9ª giornata
| 28 maggio 2007 | Zürich Renegades | 0 – 35 | Bern Grizzlies |  |

#### 10ª giornata
| 3 giugno 2007 | Zürich Renegades | 40 – 42 | Gladiators Beider Basel |  |

#### 11ª giornata
| 9 giugno 2007 | Winterthur Warriors | 35 – 14 | Zürich Renegades |  |

| 10 giugno 2007 | Thun Tigers | 0 – 63 | Bern Grizzlies |  |

#### 12ª giornata
| 12 giugno 2007 | Winterthur Warriors | 42 – 38 | Gladiators Beider Basel |  |

#### 13ª giornata
| Basilea 17 giugno 2007 | Gladiators Beider Basel | 60 – 16 | Thun Tigers | Stadio di atletica leggera Sankt Jakob |

| Berna 17 giugno 2007 | Bern Grizzlies | 17 – 16 | Winterthur Warriors | Sportplatz Schonau |

### Classifica
La classifica della regular season è la seguente:
- PCT = percentuale di vittorie, G = partite giocate, V = partite vinte, P = partite perse, PF = punti fatti, PS = punti subiti
- La qualificazione ai playoff è indicata in verde
- L'ultima classificata è relegata in Lega B 2008 (giallo)

| Pos. | Squadra                 | PCT   | G | V | P | PF  | PS  |
| ---- | ----------------------- | ----- | - | - | - | --- | --- |
| 1    | Bern Grizzlies          | 1.000 | 8 | 8 | 0 | 315 | 80  |
| 2    | Gladiators Beider Basel | .625  | 8 | 5 | 3 | 326 | 271 |
| 3    | Winterthur Warriors     | .500  | 8 | 4 | 4 | 231 | 147 |
| 4    | Zürich Renegades        | .375  | 8 | 3 | 5 | 216 | 199 |
| 5    | Thun Tigers             | .000  | 8 | 0 | 8 | 42  | 433 |

## Playoff

### Tabellone
|  | Semifinali | Semifinali              | Semifinali |                     |    | XXII Swiss Bowl | XXII Swiss Bowl | XXII Swiss Bowl |  |
|  |            |                         |            |                     |    |                 |                 |                 |  |
|  | 1          | Bern Grizzlies          | 35         |                     |    |                 |                 |                 |  |
|  | 1          | Bern Grizzlies          | 35         |                     |    |                 |                 |                 |  |
|  | 4          | Zürich Renegades        | 31         |                     |    |                 |                 |                 |  |
|  | 4          | Zürich Renegades        | 31         |                     | 1  | Bern Grizzlies  | 24              |                 |  |
|  |            |                         |            |                     | 1  | Bern Grizzlies  | 24              |                 |  |
|  |            |                         | 2          | Winterthur Warriors | 17 |                 |                 |                 |  |
|  | 3          | Winterthur Warriors     | 2          | Winterthur Warriors | 17 | 43              |                 |                 |  |
|  | 3          | Winterthur Warriors     |            |                     |    |                 |                 |                 |  |
|  | 2          | Gladiators Beider Basel | 24         |                     |    |                 |                 |                 |  |

### Semifinali
| 1º luglio 2007 | Gladiators Beider Basel | 24 – 43 | Winterthur Warriors |  |

| 1º luglio 2007 | Bern Grizzlies | 35 – 31 | Zürich Renegades |  |

### XXII Swiss Bowl
| Berna 14 luglio 2007 | Bern Grizzlies | 24 – 17 | Winterthur Warriors | Stade de Suisse |

## Verdetti
- Bern Grizzlies Campioni di Svizzera 2007
- Thun Tigers relegati in Lega B 2008